# فنلاند در المپیک تابستانی ۲۰۲۴
کاروان المپیکی فنلاند، یکی کاروان‌های شرکت‌کننده در بازی‌های المپیک تابستانی ۲۰۲۴ بود. این دوره از بازی‌ها از ۲۶ ژوئیه تا ۱۱ اوت ۲۰۲۴ (۵ تا ۲۱ امرداد ۱۴۰۳ خورشیدی) به میزبانی پاریس، پایتخت فرانسه برگزار شد. کاروان فنلاند پس از نخستین حضور در سال ۱۹۰۸، در تمامی ادوار المپیک شرکت داشته‌اند.
بهترین نتیجه کسب شده در این دوره توسط سه نفر از ورزشکاران فنلاندی با ایستادن در جایگاه پنجم رقم خورد؛ فیلا کایوو اوجا در بوکس وزن ۵۰ کیلوگرم زنان، سیلیا کوسونن در پرتاب چکش زنان و هیلی سیرویو در اسکیت‌برد پارک زنان. این دوره، نخستین دوره تابستانی و زمستانی برای فنلاند بود که آن‌ها نتوانستند هیچ مدالی کسب کنند، و این رکورد آنها مخدوش شد.

## شرکت‌کنندگان
ورزشکاران فنلاندی در ۱۳ رشته زیر به رقابت پرداختند.
| ورزش              | مردان | زنان | کل |
| ----------------- | ----- | ---- | -- |
| تیراندازی با کمان | ۱     | ۰    | ۱  |
| دو و میدانی       | ۷     | ۱۸   | ۲۵ |
| بدمینتون          | ۱     | ۰    | ۱  |
| بوکس              | ۰     | ۱    | ۱  |
| دوچرخه‌سواری       | ۱     | ۱    | ۲  |
| سوارکاری          | ۱     | ۴    | ۵  |
| گلف               | ۲     | ۲    | ۴  |
| جودو              | ۲     | ۰    | ۲  |
| قایقرانی بادبانی  | ۳     | ۴    | ۷  |
| تیراندازی         | ۲     | ۱    | ۳  |
| اسکیت‌برد          | ۰     | ۱    | ۱  |
| شنا               | ۱     | ۱    | ۲  |
| کشتی              | ۲     | ۰    | ۲  |
| کل                | ۲۳    | ۳۳   | ۵۶ |